# Kalendarium historii Filipin
Kalendarium historii Filipin – uporządkowany chronologicznie, począwszy od czasów najdawniejszych aż do współczesności, wykaz dat i wydarzeń z historii Filipin.

## Czasy najdawniejsze
- XXX w. p.n.e. – pierwsi ludzie dotarli na ziemię należące obecnie do Filipin[1].
- XII w. p.n.e. – początek osadnictwa wysp[2].
- VI–X w. – nasilenie procesu osiedlenia Filipin[2].
- X w. – powstały pierwsze lokalne królestwa[1].
- X w. – mieszkańcy wysp rozpoczęli handel z ludnością sąsiednich wysp oraz z Chinami[2].
- koniec XV. – za pośrednictwem Brunei, na Filipinach pojawił się islam[2].
- pomiędzy 1512–1523 – Portugalczycy odkryli Filipiny[3].
- 17 marca 1521 – na Filipiny dotarła wyprawa Magellana[3].
- 27 kwietnia 1521 – na Filipinach zginął Ferdynand Magellan[4].
- 1542 – Filipiny stały się hiszpańską kolonią[5].

## Hiszpańskie panowanie
- 1543 – na cześć następcy tronu hiszpańskiego Filipa II, wyprawa Ruya Lópeza de Villalobosa nadała wyspom nazwę „Filipiny”[2].
- 1565 – na wyspie Cebu powstała pierwsza osada, założona przez ekspedycję Miguela Lópeza de Legazpi[2].
- 1571 – Hiszpanie osiedlili się w wiosce plemiennej Manila, która stała się siedzibą administracji hiszpańskiej[2].
- XVI w. – stopniowy podbój archipelagu przez Hiszpan[2].
- XVII–XVIII w. – okres odpierania przez Hiszpanów prób penetracji Filipin przez inne państwa europejskie (głównie Anglię i Holandię)[2].
- 1872 – w mieście Cavite wybuchło powstanie antyhiszpańskie[2].
- 1892 – powstały tajne organizacje patriotyczne: Katipunan (dążąca do niepodległości Filipin) i Liga Filipińska (domagająca się reform od Hiszpanii)[2].
- 1896 – na wezwanie przywódcy Katipunan, Andrésa Bonifacia, wybuchło powstanie antyhiszpańskie[2].
- 1889 – USA zatopiły hiszpańską armadę w Zatoce Manilskiej[5].
- 12 czerwca 1898 – powstańcy ogłosili niepodległość Filipin (nie uznanego przez Stany Zjednoczone, które zabiły ponad 200 tys. Filipińczyków)[5].
- 1898 – na mocy traktatu paryskiego, Stany Zjednoczone ustanowiły na wyspach własne rządy[2].

## Amerykańskie panowanie
- 1899 – Zgromadzenie Narodowe Filipin wybrało na prezydenta Emilio Aguinalda i uchwaliło konstytucję[2].
- lata 20. XX w. – na Filipinach zaczęły powstawać pierwsze związki zawodowe oraz lewicowe stowarzyszenia chłopskie[2].
- 1934 – Kongres USA przyznał Filipinom autonomię na 10 lat[2].
- 7 grudnia 1941 – Japonia zaatakowała Filipiny[2].
- 14 października 1943 – władze japońskie proklamowany niepodległość Filipin i utworzyły marionetkowy rząd[2].
- październik 1944–lipiec 1945 – wyparcie Japończyk z Filipin przez wojska amerykańskie[2].
- lipiec 1946 – proklamowanie niepodległości Filipin[2].

## Niepodległe Filipiny
- 1947 – Stany Zjednoczone i Filipiny podpisały układy o bazach i pomocy wojskowej, gwarantujący posiadanie przez USA baz na terenie Filipin na okres 99 lat (okres ten skrócono w wyniku późniejszych ustaleń)[2].
- 1966 – prezydentem Filipin został Ferdinand Marcos[2].
- 1969 – powstał Narodowy Front Wyzwolenia Moro (MNLF) dążący do utworzenia autonomii dla obszarów zamieszkanych przez ludność muzułmańską ba wyspach Sulu i Mindanao[2].
- 1969 – Ferdinand Marcos ponownie objął urząd prezydenta[5].
- 1969 – MNLF rozpoczęło działania partyzanckie, które do 1985 roku przyniosło 40 tys. ofiar[6].
- 1972 – wprowadzenie stanu wyjątkowego[2].
- 1972 – zdelegalizowano partię polityczne[5].
- 1973 – uchwalono nową konstytucję[2].
- 1978 – złagodzono stan wyjątkowy[5].
- 1981 – ponownie złagodzono stan wyjątkowy[5].
- 21 sierpnia 1983 – został zamordowany przywódca opozycji Filipin, Benigno Aquino[7].
- 1983 – ugrupowania opozycyjne utworzyły blok polityczny pod nazwą Siła Ludu[2].
- 1984 – przeprowadzono wybory do Zgromadzenia Narodowego[5].
- 1985 – Stany Zjednoczone rozpoczęły program pomocy gospodarczej i wojskowej[5].
- 1986 – przeprowadzono wybory parlamentarne, które wygrał Marcos. Wyniki wyborów zostały uznane za sfałszowane[2].
- 1986 – w wyniku masowych protestów społecznych prezydentem została Corazon Aquino[2].
- luty 1987 – w wyniku referendum uchwalono nową konstytucję[5].
- sierpień 1987 – przeprowadzono nieudany zamach stanu skierowany przeciwko Aquino[5].
- 28 września 1989 – na wygnaniu zmarł Marcos[5].
- listopad 1989 – w referendum lokalnym odrzucono projekt połączenia trzynastu południowych prowincji w region autonomiczny[5].
- październik 1990 – przeprowadzono nieudany zamach stanu przeciwko Aquino[5].
- czerwiec 1991 – w wyniku wybuchu wulkanu Pinatubo zginęły 343 osoby, a od 100 do 200 tys. osób straciło dach nad głową[5].
- 1992 – zlikwidowano amerykańskie bazy wojskowe na Filipinach[2].
- 1992 – prezydentem został Fidel Ramos[2].
- 11 maja 1998 – prezydentem został Joseph Estrada[2][5].
- 13 listopada 2000 – filipiński parlament oskarżył Josepha Estradę o nadużywanie władzy, nepotyzm i korupcję[5].
- 2001 – Joseph Estrada podał się do dymisji w wyniku oskarżeń o korupcję – prezydentem została Gloria Macapagal-Arroyo[2].
- lipiec 2003 – przeprowadzono nieudany zamach stanu przeciwko parlamentowi[2].
- 2003 – islamska organizacja terrorystyczna Abu Sajef przeprowadziła serię ataków terrorystycznych[5].
- 30 czerwca 2010 – prezydentem został Benigno Aquino III[8].
- 2015 – rebelianci islamscy otrzymali wsparcie od ISIS i Al-Kaidy[9].
- 2016 – Rodrigo Duterte nowym prezydentem[10].
- 2020 – pierwszy przypadek epidemii COVID-19 na Filipinach(inne języki).
- 2022 – Ferdinand Marcos Jr. nowym prezydentem[11].
- 2025 – Duterte aresztowany w celu postawienia go przed Międzynarodowym Trybunałem Karnym[12].